# Moicheia
Mit moicheia (griech. μοιχεία) bezeichnete man im antiken Griechenland den heimlichen Geschlechtsverkehr mit einer freien, ehrbaren Frau. Dieser Geschlechtsverkehr erfolgte immer gegen den Willen  des kyrios, des Vormundes der Frau.
Bei der moicheia ging es nicht nur um Ehebruch oder anderen unerlaubten Geschlechtsverkehr, sondern im Allgemeinen um die Verletzung der Familienehre. Somit war nicht nur die Ehre der Frau, sondern auch die ihres kyrios, des nächsten männlichen Verwandten, beschmutzt. In der altgriechischen Gesellschaft sollte nur der Vorstand der Familie (oíkos) über die Sexualität der ihm untergebenen weiblichen Personen, über Familienbeziehungen und die Nachkommenschaft in der Familie entscheiden. Ein Mann, der in diesen privaten, familiären Bereich eindrang, verfiel der privaten Rache. Wurde er auf frischer Tat ertappt, durfte ihn der Hausvorstand oder dessen nächster männlicher Verwandter als moichos töten. Im Allgemeinen schloss sich an eine solche Rachetat ein so genannter Blutprozess wegen Mordes an, bei dem sich der rächende Mann gegen die Anschuldigungen wehren musste, dass er sein Opfer nicht vorsätzlich in sein Haus gelockt hatte. In Gortyn konnte sich ein Rächer mit Hilfe vierer Eideshelfer reinwaschen.
Aristoteles berichtet, dass auf Tenedos dem rächenden Hausvorstand nur dann ein echter Affekt zugestanden wurde, wenn die Tat mit einer Axt begangen wurde und neben dem Ehebrecher auch die Ehebrecherin erschlagen wurde. In Athen durfte der Entehrte den moichós festhalten und ein Lösegeld erpressen. Wenn sich der Ertappte nicht einverstanden erklärte, durfte der Entehrte den Ehebrecher öffentlich entehren (beispielsweise mit der Rettichstrafe). Offenbar gab es auch Klagen gegen unberechtigte Festnahmen. Überliefert ist eine solche Klage im Zusammenhang mit der Affäre um Neaira. Von den Grammatikern ist für Athen auch die Möglichkeit einer reinen Klageerhebung überliefert. In Gortyn war die Höhe der Geldstrafe festgelegt.
Die beteiligte Frau erhielt in manchen griechischen Poleis Ehrenstrafen. In Athen beispielsweise musste sich ein Mann von einer ehebrecherischen Frau trennen und sie war von den religiösen Kulthandlungen ausgeschlossen. Unverheiratete Frauen waren, wenn eine solche Affäre bekannt wurde, nicht mehr leicht zu verheiraten.